# دیوید کالدر (قایقران)
دیوید کالدر (انگلیسی: David Calder؛ زادهٔ ۲۱ مهٔ ۱۹۷۸) قایقران روئینگ اهل کانادا است.